# Pop (film)
Pop (ros. Поп) – rosyjski dramat wojenny z 2009 roku w reżyserii Władimira Chotinienki, zrealizowany na podstawie powieści Aleksandra Siegienia pod tym samym tytułem.

## Opis fabuły
Wiosna 1941 roku. Duchowny prawosławny, ojciec Aleksander żyje spokojnie wraz z troskliwą żoną Aliewtiną w niedużej wsi Tichoje na Łotwie. Jest kapłanem otoczonym szacunkiem, z umiłowaniem pełniącym swoją posługę. Wybuch wojny i wejście Niemców przerywa jednak ten sielski stan. Aleksandrowi zostaje przez jego przełożonych powierzona misja odbudowy zniszczonej przez bolszewików cerkwi i życia religijnego w obwodzie pskowskim. Jest to tzw. „pskowska misja prawosławna” – eksperyment niemiecki, mający na celu odbudowę pod egidą okupanta życia religijnego na terenach północno-zachodniej Rosji w celu odciągnięcia miejscowej ludności od bolszewizmu. Ojciec Aleksander wyjeżdża wraz z żoną i przybraną córką Ewą do wsi Zakaty i odremontowuje przy pomocy miejscowych mieszkańców niedużą cerkiew (zamienioną w czasach sowieckich na klub). Niestety ten prosty chrześcijanin, szczerze wierzący w nauki Chrystusa człowiek o wielkim sercu nie potrafi odnaleźć się pomiędzy partykularnymi interesami działających w okolicy partyzantów, kolaborującej z Niemcami rosyjskiej policji i samych okupantów. Coraz trudniej czynić mu posługę – Niemcy nie pozwalają wspomagać jeńców radzieckich w miejscowym obozie, partyzanci zabijają rosyjskich policjantów, a partyzantów z kolei wieszają okupanci. Okrucieństwo i bezsens zabijania coraz bardziej przygniata ojca Aleksandra, który ostatni sens swojej misji widzi w przygarnianiu bezdomnych sierot. Wszystko się kończy, gdy w sierpniu 1944 roku przychodzi w końcu Armia Czerwona, a ojciec Aleksander zostaje wywieziony w nieznanym kierunku. W ostatniej scenie filmu, która rozgrywa się w roku 1979, siwowłosy, sterany życiem  starzec – ojciec Aleksander, żyje w monasterze Pskowsko-Peczerskim. Wciąż jest gotów nieść pomoc potrzebującym – nawet rozweselonej i zlaicyzowanej młodzieży radzieckiej, która pewnego dnia szuka schronienia i odpoczynku u bram jego klasztoru.

## Główne role
- Siergiej Makowiecki – ojciec Aleksander
- Nina Usatowa – Alewtina
- Liza Arzamasowa – Ewa
- Anatolij Łobocki – płk. Freigausen
- Siepan Morozow – policjant Władykin
- Jurij Curyło – metropolita Sergiusz
- Aleksandr Doronin – ojciec Gieorgij
- Kiryłł Plietnow – czerwonoarmista Ługotincew

## O filmie
- Wielu z głównych bohaterów filmu (jak i sama „prawosławna misja pskowska”) to postacie autentyczne, chociaż ich losy nie zawsze były takie jak to przedstawia film[1]. Należą do nich m.in.: ojciec Aleksander Ionin (w rzeczywistości Alieksiej Ionin), płk. Iwan Fiodorowicz Freigausen, metropolita Sergiusz (Woskriesienski).
- Film jest pierwszym w kinematografii rosyjskiej obrazem stworzonym pod oficjalnym patronatem i na zamówienie patriarchatu moskiewskiego oraz przy osobistym zaangażowaniu patriarchy Moskwy i Wszechrusi Aleksego II[1].
- Zdjęcia kręcono w Rosji (Psków i Pieczory w obwodzie pskowskim), na Białorusi (Smolewicze i Stroczyca w obwodzie mińskim) i Łotwie (stare miasto w Rydze)[2].